# Tōru Hashimoto
Tōru Hashimoto (橋下 徹, Hashimoto Tōru) és un advocat i polític japonés. va exercir com a 43é governador d'Osaka i 19é alcalde d'Osaka, a més de ser el fundador dels partits Osaka Ishin no Kai i Nippon Ishin no Kai.

## Biografia
Hashimoto va nàixer com a Tōru Hashishita en Hatagaya, Shibuya, Tòquio el 29 de juny de 1969. El seu pare, un yakuza, va suïcidar-se quan Hashimoto estava a l'escola secundària. Poc després, la seua mare va canviar la lectura del seu cognom per Hashimoto, ja que el cognom Hashishita estava relacionat amb la comunitat burakumin, de la qual provenia el seu pare. Hashimoto, sa mare i sa germana es mudaren a Suita i un any després a Higashiyodogawa, a la ciutat d'Osaka

## Carrera política

### Governador d'Osaka
Hi van haver rumors sobre la possible candidatura de Hashimoto a l'alcaldia d'Osaka el 2007, gràcies a la seua popularitat i estatus com advocat, però finalment no ho va fer. Poc després, quan Fusae Ota anuncià que no concorreria a una tercera reelecció com a governadora d'Osaka, Hashimoto també va dir que no tenia intencions de concòrrer al càrrec de governador de la prefectura. No obstant això, el 12 de desembre de 2007, després d'haver rebut promeses de suport a la seua candidatura per part del PLD i el Kōmeitō va anunciar que es presentaria a les eleccions a governador d'Osaka de 2008. El 27 de gener de 2008 va guanyar les eleccions a governador amb un 54% dels vots i el 6 de febrer va prendre possessió del càrrec de governador. Poc després d'haver accedit al seu càrrec va declarar una "emergència fiscal" a la prefectura, fent retallades presupostaries massives. L'any 2010 va fundar el Osaka Ishin no Kai, una formació política regionalista amb l'objectiu de desenvolupar el projecte de metròpolis d'Osaka.
Durant un temps, degut a la seua forma directa de parlar, a la seua sinceritat i a la visible voluntat per a desafiar l'statu quo es va convertir en un dels polítics més populars de tot el Japó. El seu partit, OIK va rebre grans nivells de suport a les enquestes nacionals tot i tractar-se d'un partit regional. En abril de 2011, durant les eleccions locals unificades del Japó de 2011, el seu partit també va guanyar la majoria absoluta a l'Assemblea Prefectural d'Osaka.

### Alcalde d'Osaka
El seu projecte de metròpolis per a Osaka es va trobar amb l'oposició de molts polítics, entre d'ells l'alcalde d'Osaka, Kunio Hiramatsu. El 31 d'octubre de 2011 Hashimoto va dimitir del seu càrrec de governador, abans de la fi del termini del seu mandat, per poder presentar-se com a candidat a l'alcaldia d'Osaka. Va ser elegit alcalde en aquelles eleccions juntament amb Ichirō Matsui, membre del seu partit, que va accedir al càrrec de governador de la prefectura.
Durant el període de campanya de les eleccions, diversos setmanaris d'informació general van publicar articles sobre els antecedents penals de son pare i l'origen burakumin de Hashimoto. Aquest va criticar públicament els articles al seu compte de twitter.
Després de les eleccions, Hashimoto va fundar una escola de preparació política que va admetre a 2.000 estudiants en el seu primer curs en març de 2012.
En 2012 es va fer una enquesta entre els funcionaris municipals d'Osaka la qual demanava que els que tingueren tatuatges en el cos ho digueren. L'enquesta va concloure que 110 treballadors de 35.000 tenien com a poc un tatuatge. Hashimoto va dir que els funcionaris públics no tenen dret a fer-se tatuatges i va suggerir que els tatuats renunciaren a la seua ocupació. Més enllà d'això, el 2 de juliol de 2012 Hashimoto va comentar als alcaldes de districte de la ciutat recentment elegits que els funcionaris públics no podien esperar tindre privacitat personal o drets humans fonamentals mentes treballen per al públic.
El setembre de 2012 va fundar amb Shintaro Ishihara i altres escindits del PLD el Partit de la Restauració del Japó, una versió nacional d'allò que era el Osaka Ishin no Kai. Fou el primer partit polític d'àmbit nacional del Japó que no va tindre la seua seu a Tòquio, sinó a Osaka. Ja abans de les eleccions, set diputats de la Dieta Nacional del Japó van passar-se a les files del nou partit.
El 2013 va ser un any agre per al Osaka Ishin no Kai, ja que el seu candidat a la alcaldia de la ciutat de Sakai va perdre les eleccions en setembre i en desembre el grup parlamentaria a l'Assemblea Prefectural va quedar en minoria després que quatre diputats isqueren d'ell en desacord per la venda de les participacions del govern prefectural en l'antiga Companyia de Desenvolupament Urbà de la Prefectura d'Osaka, empresa mixta que operava el Ferrocarril Ràpid Senboku.
Després de no aconseguir un conses sòlid per la seua proposta metropolitana d'Osaka, Hashimoto va dimitir del seu càrrec d'alcalde el febrer de 2014 i anuncià que es tornaria a presentar a la reelecció per tal de tornar a tindre un nou mandat del poble.
El 2015, Osaka va rebutjar el projecte de metròpolis d'Osaka en el referèndum sobre el projecte de metròpolis d'Osaka de 2015 per un estret marge del 0,46% dels vots. Després d'aquella derrota de la seua principal política, que havia comptat amb el suport del govern central tot i que el PLD d'Osaka estava en contra, Hashimoto anuncià que es retiraria de la política quan finalitzara el seu termini com a alcalde. En juny fou convidat a Tòquio per a reunir-se amb el Primer Ministre Shinzo Abe, qui li va fer costat en el pla de la metròpolis d'Osaka i alhora va buscar el suport de Hashimoto a la legislació de seguretat nacional.